# Frumușelu
Frumușelu – wieś w Rumunii, w okręgu Bacău, w gminie Glăvănești. W 2011 roku liczyła 1344 mieszkańców.